# T1 League
La T1 League (T1聯盟), è stata una lega di basket professionistica taiwanese fondata nel 2021 e soppressa nel 2024, in favore alla creazione della Taiwan Professional Basketball League.

## Storia
La T1 League è stata fondata nel 2021. È stata una delle due leghe professionistiche del paese insieme alla P. League+ fondata un anno prima. 
Le prime sei squadre che parteciparono alla stagione inaugurale erano: i Kaohsiung Aquas, i Taichung Wagor Suns, i New Taipei CTBC DEA, i Taiwan Beer HeroBears, i Taoyuan Leopards e i Tainan TSG GhostHawks.
Nel 2024 la lega viene soppressa poiché, i Kaohsiung Aquas, i New Taipei CTBC DEA, i Taiwan Beer Leopards e i Taipei Taishin Mars, si trasferiscono in una nuova lega, la Taiwan Professional Basketball League, insieme ad altre tre squadre della  P. League+.

## Squadre
| Squadra              | Periodo   | Note                                          |
| -------------------- | --------- | --------------------------------------------- |
| Kaohsiung Aquas      | 2021-2024 | Si unisce alla TPBL                           |
| New Taipei DEA       | 2021-2024 | Si unisce alla TPBL                           |
| Taichung Suns        | 2021-2023 | Si scioglie                                   |
| Tainan GH            | 2021-2024 | Si unisce alla PLG                            |
| Taipei Mars          | 2023-2024 | Si unisce alla TPBL                           |
| Taiwan Beer HB       | 2021-2023 | Si scioglie e si fonde con i Taoyuan Leopards |
| Taiwan Beer Leopards | 2023-2024 | Si unisce alla TPBL                           |
| Taoyuan Leopards     | 2021-2023 | Si fonde con i Taiwan Beer HB                 |

## Albo d'oro
| Stagione  | Vincitore            | Serie | Secondo Posto |
| 2021-2022 | Kaohsiung Aquas      | 3-0   | Taichung Suns |
| 2022-2023 | New Taipei DEA       | 4-0   | Tainan GH     |
| 2023-2024 | Taiwan Beer Leopards | 4-0   | Taipei Mars   |

## Vittorie per club
| Club                 | Titolo | Città        | Anno |
| -------------------- | ------ | ------------ | ---- |
| Taiwan Beer Leopards | 1      | Taoyuan      | 2024 |
| New Taipei DEA       | 1      | Nuova Taipei | 2023 |
| Kaohsiung Aquas      | 1      | Kaohsiung    | 2022 |